# Stazione di Poyntzpass
La stazione di Poyntzpass  ( in inglese britannico Poyntzpass railway station) è una stazione ferroviaria che fornisce servizio a Poyntzpass, contea di Armagh, Irlanda del Nord. Attualmente le linee che vi passano sono la Belfast-Newry, la Belfast-Bangor e soprattutto la Dublino-Belfast, anche se questa non fa fermata a Poyntzpass . Il servizio è piuttosto limitato, visto che consiste in 4 treni a testa al giorno sulle linee per Newry e Bangor. Non c'è alcun servizio la domenica, salvo casi eccezionali. La ferrovia fu aperta il 6 gennaio 1862, chiusa nel 1965 e riaperta nel 1984, sotto il patrocinio della Northern Ireland Railways.

## Servizi ferroviari
- Intercity Dublino–Belfast
- Belfast-Newry
- Belfast-Bangor

## Servizi
- Servizi igienici
- Capolinea autolinee
- Biglietteria a sportello
- Biglietteria self-service
- Distribuzione automatica cibi e bevande